# Meze (předkrm)

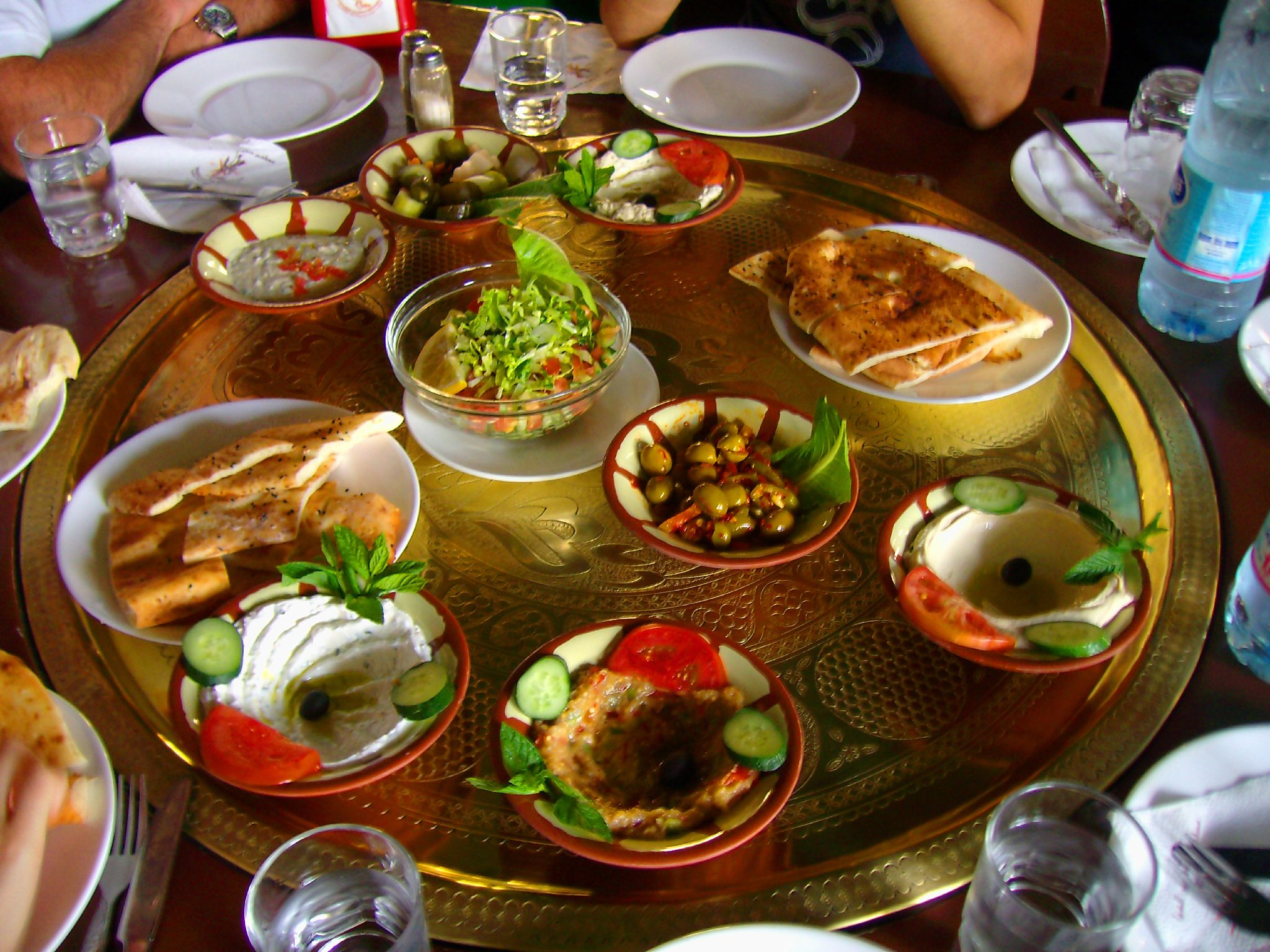
Velký talíř jordánského meze

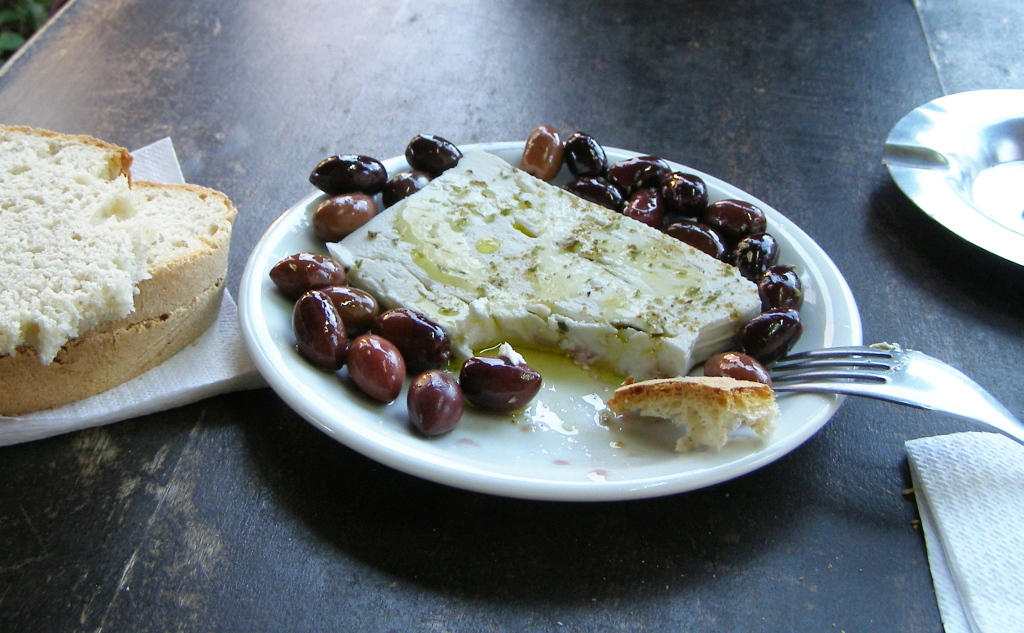
Jednoduché řecké meze: sýr feta s olivami a chlebem

Meze, též mezze, (persky مزه, turecky meze, řecky μεζές, srbsky мезе, bulharsky мезе arabsky مقبلات) je výběr malých předkrmů podávaných v oblasti Blízkého východu, na Balkánu a v části Střední Asie k alkoholickým nápojům. V levantské, kavkazské a balkánské kuchyni se meze často podává jako úvod pohoštění o vícero chodech.

## Alkoholický doprovod
Meze obvykle doprovází tradiční místní destilát, jako raki, arak, ouzo, rakije nebo mastika. Může se však podávat i s pivem, vínem či jakýmkoli jiným alkoholickým nápojem. 